# Petra Papp
Petra Papp (Szeged, 22 de agosto de 1993) es una ajedrecista húngara que ostenta el título de Gran Maestra Femenina (WGM) desde 2012. En 2010 fue designada Maestra Internacional (MI).

## Carrera
En 2009, Papp ganó el Campeonato Juvenil de Ajedrez de Hungría en la categoría de menores de 16 años. Representó a Hungría varias veces en el Campeonato Europeo Juvenil de Ajedrez y en el Campeonato Mundial Juvenil de Ajedrez. En Iași (Rumania), ganó una medalla de oro individual y una medalla de plata por equipos en el Campeonato de Europa Femenino Sub-18 de Ajedrez por Equipos de 2011.
En los Campeonatos de Hungría de Ajedrez Femenino, Papp ganó medallas de oro (2012) y de bronce (2009). Papp representó a Hungría en las Olimpiadas de Ajedrez Femenino:
- En 2012, en el tablero de reserva en la 40ª Olimpiada de Ajedrez (femenino) en Estambul (+5, =3, -1);
- En 2014, en el tablero de reserva en la 41ª Olimpiada de Ajedrez (femenino) en Tromsø (+2, =4, -1);
- En 2016, en el tercer tablero en la 42ª Olimpiada de Ajedrez (femenino) en Bakú (+2, =6, -0).

Papp jugó para Hungría en el Campeonato Europeo de Ajedrez por Equipos:
- En 2013, en el cuarto tablero en el 10º Campeonato Europeo de Ajedrez por Equipos (femenino) en Varsovia (+4, =2, -2);
- En 2015, en el cuarto tablero en el 11º Campeonato Europeo de Ajedrez por Equipos (femenino) en Reikiavik y ganó la medalla de bronce individual (+5, =2, -1).

En 2010, fue galardonada con el título FIDE Woman International Master (WIM) y recibió el título Woman Grandmaster (WGM) dos años más tarde.